# 北上市立上野中学校
北上市立上野中学校（きたかみしりつ うえのちゅうがっこう）は岩手県北上市にある公立中学校である。
略称は上中（うえちゅう）。

## 概要
・岩手県北上市にある公立中学校。３学期制である。かつてはこの地域は北上中学校の校区だったが、１９８４年に上野中学校が開設された。９８%の生徒は北上市立黒沢尻北小学校の生徒がそのまま進学する。学校から２キロ以上離れたところから通学する際は自転車通学が認められている。

## 校訓
・研学
・創造

## 進路
・99%の生徒は高校に進学する。進学する地域は基本北上市や花巻市の高校に進学するが、一部の生徒は盛岡や一関の高校、高専に入学する。県外へ進学する生徒は少ない。高校へ推薦入試を利用するためには校内の進路会議で校長の許可が必要だが、ほかの中学校よりも基準は厳しい。

## 学業
・和賀地区内の中学校の中では比較的全体の学力は高いと認識されている。和賀地区では、和中三テストと呼ばれるテストが11月にあり、和賀地区内の学力を認識できる。

## アクセス
・村崎野駅からタクシーで5分、料金は約950円
・北上駅からタクシーで8分、料金は約1220円

## 部活動
・野球部
・男子サッカー部
・体操部
・バレーボール部
・バスケットボール部
・卓球部
・テニス部
・バドミントン部
・ソフトボール部
・剣道部
・水泳部
・陸上部
・スキー部
・吹奏楽部
・美術部
・原頭太鼓部

## 主な実績
・吹奏楽部では、全日本吹奏楽コンクール東北大会に9回出場、全日本吹奏楽コンクール全国大会に4回出場。2018年度に2年ぶり3回目となる全国大会へと出場。第66回吹奏楽コンクールでは岩手県勢初の金賞を受賞。過去2回の金賞を受賞。
【部活動の主な成績】

### 吹奏楽部
・2015年吹奏楽コンクール全国大会　銅賞
・2016年吹奏楽コンクール全国大会　銀賞
・2017年吹奏楽コンクール東北大会　金賞
・2018年吹奏楽コンクール全国大会　金賞
・2019年吹奏楽コンクール全国大会　銀賞
・2020年日本管楽合奏コンテスト全国大会　最優秀賞
・2021年吹奏楽コンクール全国大会　金賞
・2022年吹奏楽コンクール全国大会  金賞
・2023年吹奏楽コンクール全国大会　金賞

### 卓球部
・卓球部では平成27年度に男子個人戦で全国大会出場した。

### ソフトテニス部
・ソフトテニス部では平成26年度に男子個人戦ダブルスで全国大会出場した。